# Вьяле-Прела, Микеле
Микеле Вьяле-Прела (итал. Michele Viale-Prelà; 29 сентября 1798, Бастия, Первая французская республика — 15 мая 1860, Болонья, Папская область) — итальянский кардинал и папский дипломат. Чрезвычайный апостольский интернунций в Баварии с 9 августа 1838 по 20 июля 1841. Титулярный архиепископ Карфагена с 12 июля 1841 по 7 марта 1853. Апостольский нунций в Баварии с 20 июля 1841 по 27 мая 1845. Апостольский нунций в Австрии с 27 мая 1845 по 7 марта 1853. Апостольский про-нунций в Австрии с 7 марта 1853 по 9 сентября 1856. Архиепископ Болоньи с 28 сентября 1855 по 15 мая 1860. Кардинал in pectore с 15 марта 1852 по 7 марта 1853. Кардинал-священник с 7 марта 1853, с титулом церкви Санти-Андреа-э-Грегорио-Маньо-аль-Челио с 18 сентября 1856.